# Sebastián Ariosa
Sergio Sebastián Ariosa Moreira (Montevideo, 5 giugno 1985) è un ex calciatore uruguaiano, di ruolo difensore.